# ヴァフタング・ジョルダニア
ヴァフタング・ジョルダニア（グルジア語: ვახტანგ ჟორდანია、Vakhtang Jordania、1943年12月9日 - 2005年10月4日）は、ジョージア出身の指揮者。
韓国KBS交響楽団と演奏したベルリオーズ「幻想交響曲」のCDが、1992年に録音・発売されている。
| スタブアイコン | サブスタブ | この項目は、まだ閲覧者の調べものの参照としては役立たない、音楽関係者（バンド等）に関連した書きかけの項目です。この項目を加筆・訂正などしてくださる協力者を求めています（P:音楽/PJ:芸能人）。 |